# Pałac w Myśliborzu
Pałac w Myśliborzu (niem. Schloß Moisdorf) – pałac z  XIX w. we wsi Myślibórz (województwo dolnośląskie) w powiecie jaworskim na Pogórzu Kaczawskim w Sudetach, na granicy z Przedgórzem Sudeckim.
Pałac wybudowany w latach 1859–1861 w stylu angielskiego neogotyku przez Friedricha Wilhelma von Prittwitz und Gaffron (1815-1892), żonatego z Leocadią von Hohberg und Buchwald (1819-1908). W szycie znajdują się herby małżonków i rok 1861. Obiekt jest częścią zespołu pałacowego, w skład którego wchodzą jeszcze: 
- park, oficyna,
- szklarnia (ruina),
- powozownia,
- stajnia,
- brama,
- ogrodzenie kamienne.

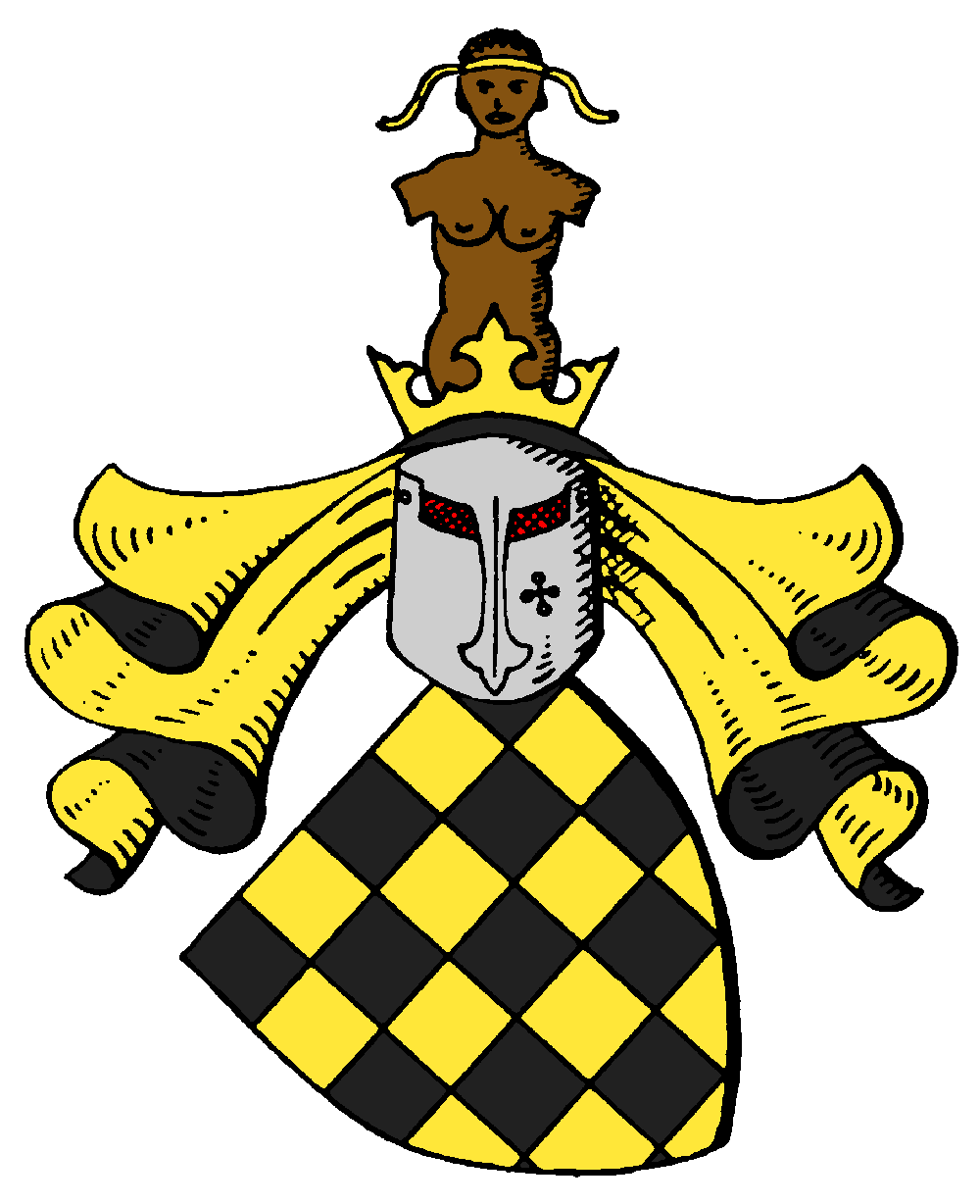
Herb Friedricha von Prittwitz (1815-1892)
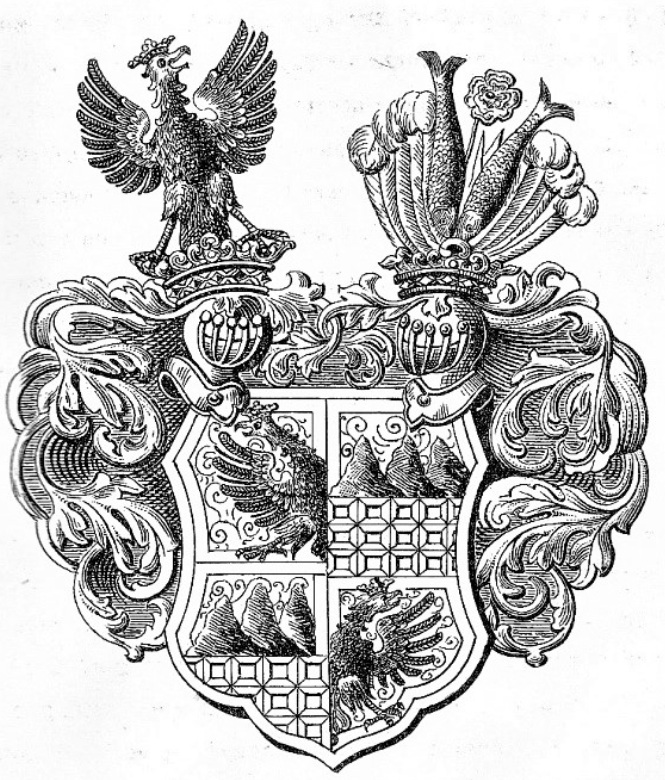
Herb Leocadii von Hohberg (1819-1908)